# Ursa pulchra
Ursa pulchra är en spindelart som beskrevs av Simon 1895. Ursa pulchra ingår i släktet Ursa och familjen hjulspindlar. Inga underarter finns listade i Catalogue of Life.